# 南川溲疏
南川溲疏（学名：Deutzia nanchuanensis），为虎耳草科溲疏属下的一个植物种。